# Відкритий чемпіонат Азії з тенісу
Asian Open — жіночий тенісний турнір, що проводився в Осаці, Японія в 1992 — 1994 роках, і мав категорію WTA Tier III. Ігри проходили на закритих кортах з килимовим покриттям.

## Фінали

### Одиночний розряд
| Рік  | Чемпіонка       | Фіналістка  | Рахунок       |
| ---- | --------------- | ----------- | ------------- |
| 1992 | Гелена Сукова   | Лаура Аррая | 6–2, 4–6, 6–1 |
| 1993 | Яна Новотна     | Дате Кіміко | 6–3, 6–2      |
| 1994 | Мануела Малеєва | Іва Майолі  | 6–1, 4–6, 7–5 |

### Парний розряд
| Рік  | Чемпіонки                            | Фіналістки                        | Рахунок       |
| ---- | ------------------------------------ | --------------------------------- | ------------- |
| 1992 | Ренне Стаббс Гелена Сукова           | Сенді Коллінз Рейчел Макквіллан   | 3–6, 6–4, 7–5 |
| 1993 | Яна Новотна Лариса Савченко-Нейланд  | Магдалена Малеєва Мануела Малеєва | 6–1, 6–3      |
| 1994 | Лариса Савченко-Нейланд Ренне Стаббс | Пем Шрайвер Елізабет Смайлі       | 6–4, 6–7, 7–5 |